# Veranda’s Willems-Accent/Saison 2011
Dieser Artikel listet Erfolge und Mannschaft des Radsportteams Veranda’s Willems-Accent in der Saison 2011 auf.

## Erfolge in der UCI Europe Tour
| Datum       | Rennen                       | Kat. | Fahrer            |
| ----------- | ---------------------------- | ---- | ----------------- |
| 26. Februar | Beverbeek Classic            | 1.2  | Evert Verbist     |
| 12. Juni    | 2. Etappe Delta Tour Zeeland | 2.1  | Steven Caethoven  |
| 16. Juni    | 1. Etappe Route du Sud       | 2.1  | Stefan van Dijk   |
| 18. Juni    | 3. Etappe Route du Sud       | 2.1  | Jurgen Van Goolen |
| 3. Juli     | Dwars door het Hageland      | 1.2  | Grégory Habeaux   |

## Erfolge im Cyclocross 2010/2011
| Datum     | Rennen                       | Fahrer        |
| --------- | ---------------------------- | ------------- |
| 9. Januar | Luxemburgische Meisterschaft | Jempy Drucker |

## Abgänge – Zugänge
| Zugänge           | Team 2010                    | Abgänge                 | Team 2011                          |
| ----------------- | ---------------------------- | ----------------------- | ---------------------------------- |
| Staf Scheirlinckx | Omega Pharma-Lotto           | Andy Cappelle           | Quickstep Cycling Team             |
| Jurgen Van Goolen | Omega Pharma-Lotto           | Hendrik Van Den Bossche | Donckers Koffie-Jelly Belly        |
| Wim De Vocht      | Team Milram                  | Cédric Collaers         | Lotto-Bodysol                      |
| Steven Caethoven  | Landbouwkrediet              | Sven Renders            | Team WorldofBike.Gr                |
| Arnoud van Groen  | Vacansoleil                  | Fabio Polazzi           | Wallonie Bruxelles-Crédit Agricole |
| Jempy Drucker     | Continental Team Differdange | Robin Stenuit           | Wallonie Bruxelles-Crédit Agricole |
| David Kemp        | Fly V Australia              | Jonas Vangenechten      | Wallonie Bruxelles-Crédit Agricole |
| Jacobus Venter    | MTN Energade                 | Julien Paquet           | Unbekannt                          |
| Rob Goris         | Palmans-Cras                 |                         |                                    |
| Thomas Vernaeckt  | Sunweb-Revor                 |                         |                                    |
| Bram Schmitz      | Van Vliet EBH Elshof         |                         |                                    |
| Evert Verbist     | Van Goethem-Prorace          |                         |                                    |

## Mannschaft
| Name                    | Geburtstag              | Nationalität |              |
| ----------------------- | ----------------------- | ------------ | ------------ |
| Steven Caethoven        | 9. Mai 1981             | Belgien      |              |
| Dieter Cappelle         | 24. September 1983      | Belgien      |              |
| Wim De Vocht            | 29. April 1982          | Belgien      |              |
| Sjef De Wilde           | 3. Mai 1981             | Belgien      |              |
| Thomas Degand           | 13. Mai 1986            | Belgien      |              |
| Stefan van Dijk         | 22. Januar 1976         | Niederlande  |              |
| Jempy Drucker           | 3. September 1986       | Luxemburg    |              |
| Rob Goris               | 15. März 1982           | Belgien      |              |
| Arnoud van Groen        | 11. Dezember 1983       | Niederlande  |              |
| Grégory Habeaux         | 20. Oktober 1982        | Belgien      |              |
| David Kemp              | 10. April 1984          | Australien   |              |
| Staf Scheirlinckx       | 12. März 1979           | Belgien      |              |
| Bram Schmitz            | 23. April 1977          | Niederlande  |              |
| Sven Van Den Houtte     | 5. November 1984        | Belgien      |              |
| Jurgen Van Goolen       | 28. November 1980       | Belgien      |              |
| Kévin Van Melsen        | 1. April 1987           | Belgien      |              |
| James Vanlandschoot     | 26. August 1978         | Belgien      |              |
| Jacobus Venter          | 13. Februar 1987        | Südafrika    |              |
| Evert Verbist           | 27. Juni 1984           | Belgien      |              |
| Thomas Vernaeckt        | 7. November 1988        | Belgien      |              |
| Stagiaires              | Stagiaires              | Nationalität | Nationalität |
| Dries Hollanders        | Dries Hollanders        | Belgien      |              |
| Kevin Van Den Noortgate | Kevin Van Den Noortgate | Belgien      |              |

## Platzierungen in UCI-Ranglisten
UCI Africa Tour 2011
|      | Fahrer          | Punkte |
| ---- | --------------- | ------ |
| 112. | Thomas Degand   | 10     |
| 191. | Grégory Habeaux | 2      |
| 191. | Jacobus Venter  | 2      |

UCI Asia Tour 2011
|     | Fahrer     | Punkte |
| --- | ---------- | ------ |
| 73. | David Kemp | 40     |

UCI Europe Tour 2011
|      | Fahrer              | Punkte |
| ---- | ------------------- | ------ |
| 6.   | Stefan van Dijk     | 494    |
| 99.  | Thomas Degand       | 127    |
| 225. | Jurgen Van Goolen   | 70     |
| 280. | Evert Verbist       | 56     |
| 369. | Grégory Habeaux     | 43     |
| 441. | James Vanlandschoot | 35     |
| 517. | Steven Caethoven    | 28     |
| 539. | Jempy Drucker       | 26     |
| 668. | Bram Schmitz        | 16     |
| 963. | Thomas Vernaeckt    | 7      |
| 963. | Arnoud van Groen    | 7      |